# Clypearia sulcata
Clypearia sulcata är en getingart som först beskrevs av Henri Saussure 1853.  Clypearia sulcata ingår i släktet Clypearia och familjen getingar. Inga underarter finns listade i Catalogue of Life.